# Historia LGBT en la República de China
La historia de la comunidad LGBT en la República de China ha estado marcada por una serie de momentos clave que reflejan una lucha constante por el reconocimiento y la igualdad de derechos en su historia reciente.
A partir de la década de 1990, comenzaron a desarrollarse en Taiwán movimientos sociales entre grupos de lesbianas, gays, bisexuales y transgéneros.
En toda Asia, Taiwán es considerado uno de los países más progresistas en materia de derechos LGBT. El comportamiento homosexual es legal en Taiwán, y los delitos penales en la legislación penal de la República de China nunca han incluido el comportamiento sexual entre personas del mismo sexo. En el informe de derechos humanos de Estados Unidos de 2009 sobre Taiwán, activistas afirmaron que la violencia basada en la orientación sexual en locales LGBT rara vez ocurre en Taiwán, y han disminuido gradualmente. La ley de Taiwán reconoce el matrimonio entre personas del mismo sexo y la adopción homoparental. El Presidente del Tribunal Supremo del Yuan Judicial emitió la Interpretación No. 748 el 24 de mayo de 2017, declarando que el gobierno debe proteger la libertad de matrimonio y la igualdad de protección de las parejas del mismo sexo. El 17 de mayo de 2019, la Ley de Interpretación y Ejecución No. 748 pasó la tercera lectura y entró en vigor el 24 de mayo, convirtiendo a Taiwán en el primer país de Asia en reconocer el matrimonio entre personas del mismo sexo en todo el país. El 16 de mayo de 2023, se modificó la ley para permitir que las parejas del mismo sexo adopten de forma conjunta.
Taiwán es relativamente conservador en lo que respecta a los derechos de las personas trans. Las personas trans que quieren cambiar su género legal todavía tienen impedimentos legales vigentes desde 1988, que exigen dos certificados de diagnóstico psiquiátrico y una cirugía de afirmación de género. Sin embargo, desde 2021, algunos casos judiciales han determinado que el género legal puede cambiarse por otros medios distintos de la cirugía.
Taiwán promulgó la Ley de Educación para la Igualdad de Género en 2004 y revisó la Ley de Trabajo para la Igualdad de Género y la Ley de Servicios de Empleo en 2007 para garantizar que no haya un trato diferenciado basado en el género (incluida la identidad de género) y la orientación sexual en la educación y el trabajo. Las enmiendas de 2011 a la Ley de Educación para la Igualdad de Género implementan la educación para la igualdad de género, enseñan el respeto por la diversidad de género (lo que significa que el género, además del sexo biológico, también incluye la orientación sexual, la expresión y la identidad de género), las diferencias a través de la educación, combatir el sexismo y promover la igualdad de género. La Ley de Servicios de Atención a Largo Plazo se promulgó en 2015 y estipula que la prestación de servicios de atención a largo plazo no discriminará por motivos de género, orientación sexual e identidad de género de quienes los reciben.
Audrey Tang es la primera persona trans en entrar en el Consejo Ejecutivo y obtener una cartera ministerial (Ministerio de Desarrollo Digital) en el mundo. Los representantes electos abiertamente homosexuales o bisexuales anteriores o actuales en Taiwán incluyen a Miao Poya, Qiu Weijie, Tang Shengjie, Huang Jie y Lin Yingmeng.
El primer desfile del Orgullo de Taiwán se celebró en Taipei en 2003. En 2015, el desfile contó con 80 000 participantes, lo que lo convirtió en el segundo evento LGBT más grande en Asia después del Orgullo de Tel Aviv. El Orgullo de Taiwán se celebra el último sábado de octubre de cada año. Además, se han celebrado o se siguen celebrando desfiles LGBT en diversas ciudades como Kaohsiung, Tainan, Taichung, y en el condado de Hualien y otros lugares. El Festival Cultural Arco Iris se ha celebrado en la ciudad de Hsinchu y otros lugares. La primera marcha trans se celebró en Taipei en 2019.